# Calvin Anderson
Calvin Shane Anderson (* 26. April 1988 in Yukon, Oklahoma) ist ein professioneller US-amerikanischer Pokerspieler. Der ehemalige Onlinepoker-Weltranglistenerste ist vierfacher Braceletgewinner der World Series of Poker.

## Pokerkarriere

### Online
Anderson spielte von März 2007 bis Mai 2020 online unter den Nicknames cal42688 (PokerStars sowie Full Tilt Poker), Chazown7 (partypoker) und IrishCal (iPoker). Er hat sich bei Onlineturnieren mehr als 7,5 Millionen US-Dollar erspielt, wovon der Großteil in Höhe von über 6 Millionen US-Dollar auf PokerStars gewonnen wurde. Sein höchstes Preisgeld von mehr als 300.000 US-Dollar gewann Anderson Ende März 2011 durch einen Turniersieg bei Full Tilt Poker. Im September 2023 gewann er bei der World Series of Poker Online auf der Plattform WSOP.com unter seinem Nickname projector52 sein drittes und viertes Bracelet und erhielt Preisgelder von knapp 200.000 US-Dollar.
Vom 5. September 2012 bis 5. Februar 2013 stand er für 22 Wochen in Serie erstmals auf Platz eins des PokerStake-Rankings, das die erfolgreichsten Onlinepoker-Turnierspieler weltweit listet. Insgesamt führte Anderson das Ranking achtmal an und stand für 40 Wochen an der Weltranglistenspitze, zuletzt im November 2013.

### Live

#### Werdegang
Seine erste Geldplatzierung bei einem Live-Turnier erzielte Anderson im Oktober 2009 bei der European Poker Tour (EPT) in London. Anfang Januar 2010 belegte er beim Main Event des PokerStars Caribbean Adventures (PCA) auf den Bahamas den 87. Platz und erhielt ein Preisgeld von 23.500 US-Dollar. Im Juni 2010 war er erstmals bei der World Series of Poker (WSOP) im Rio All-Suite Hotel and Casino am Las Vegas Strip erfolgreich und kam bei einem Turnier der Variante No Limit Hold’em in die Geldränge. Im Januar 2011 cashte er erneut beim PCA-Main-Event und wurde Elfter für 115.000 US-Dollar. Ende April 2014 erreichte Anderson bei zwei High-Roller-Events der EPT in Monte-Carlo die Geldränge und verdiente so innerhalb einer Woche rund 175.000 Euro. Bei der WSOP 2014 gewann er bei einem Turnier in Seven Card Stud Hi/Lo ein Bracelet und belegte wenige Tage später bei der Weltmeisterschaft in dieser Variante den dritten Platz hinter John Racener und Sieger George Danzer für Preisgelder von mehr als 320.000 US-Dollar. Mitte April 2015 gewann Anderson das Main Event des Deepstack Extravaganza im Venetian Resort Hotel mit einer Siegprämie von rund 110.000 US-Dollar. Bei der WSOP 2016 wurde er beim Little One for One Drop Zweiter für knapp 330.000 US-Dollar Preisgeld. Anfang Juli 2018 sicherte sich Anderson mit dem Gewinn der Razz Championship der WSOP 2018 sein zweites Bracelet sowie eine Siegprämie von mehr als 300.000 US-Dollar. Auch bei der WSOP 2019 saß der Amerikaner an zwei Finaltischen. Im Wynn Las Vegas belegte er Mitte März 2023 bei einem Turnier der Wynn Millions Poker Series den zweiten Platz und erhielt aufgrund eines Deals rund 260.000 US-Dollar.
Insgesamt hat sich Anderson mit Poker bei Live-Turnieren mehr als 3,5 Millionen US-Dollar erspielt.

#### Braceletübersicht
Anderson kam bei der WSOP 102-mal ins Geld und gewann vier Bracelets:
| Jahr   | Buy-in (in $) | Turnier                                | Teilnehmer | Preisgeld (in $) |
| ------ | ------------- | -------------------------------------- | ---------- | ---------------- |
| 2014 O | 01.500        | Seven Card Stud Hi-Lo 8 or Better      | 588        | 190.538          |
| 2018 O | 10.000        | Razz Championship                      | 119        | 309.220          |
| 2023 O | 01.000        | WSOP.com – PLO 6-Max                   | 113        | 049.782          |
| 2023 O | 05.300        | WSOP.com – NLH Super High Roller 6-Max | 101        | 141.400          |